# سرهنگ (ایالات متحده)
سرهنگ (انگلیسی: Colonel) عنوان یک نشان نظامی در نیروی زمینی ایالات متحده آمریکا و سپاه تفنگداران دریایی ایالات متحده آمریکا و نیروی هوایی ایالات متحده آمریکا است، درجه سرهنگ بالاتر از درجه سرهنگ دوم و زیر رتبه سرتیپ است. این درجه معادل درجه کاپیتانی در نیروی دریایی و خدمات مشابه دیگر است

## نگارخانه

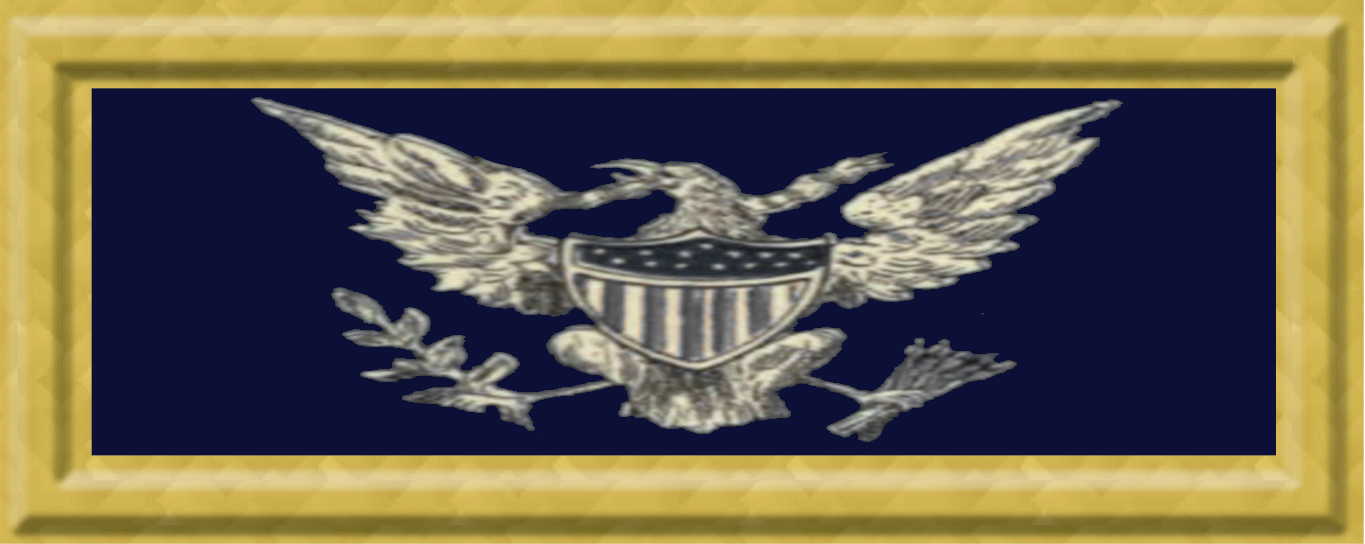